# R-31
R-31 (Kod NATO: SS-N-17 Snipe) – radziecki dwustopniowy pocisk balistyczny SLBM, na paliwo stałe. R-31 przenosiły jedną głowicę o mocy 500 Kt na odległość 3900 km, same zaś przenoszone były przez okręty podwodne projektu 667AM.